# Txtr
txtr est une entreprise allemande qui vend des livrels en ligne et fournit des solutions intégrées de lecture numérique aux différents acteurs de la chaîne de valeur : fabricants de tablette, opérateurs téléphoniques, éditeurs, libraires, bibliothèques. Elle commercialise également une liseuse à bas coût baptisée Beagle.

## Histoire
La société txtr a été créée en 2008 à Berlin, par entre autres deux anciens fondateurs de gate5, une start-up spécialisée dans la cartographie numérique et vendue en 2006 à Nokia. 
En 2011, le groupe américain 3M a fait son entrée au capital (le montant de la participation a été tenu secret),.
La société a ouvert un bureau à New York en 2012 pour se rapprocher du marché américain, de loin le plus dynamique dans l’industrie du livre électronique.
Christophe Maire, fondateur et directeur général de la start-up depuis sa création, a quitté la tête de l’entreprise en 2013 et a laissé les rênes à Thomas Leliveld, jusqu’alors directeur commercial.

## Statut juridique
txtr est régi par le droit allemand des sociétés. Il s’agit d’une GmbH – Gesellschaft mit beschränkter Haftung – l’équivalent de la SARL – Société à Responsabilité Limitée – française.

## Activités

### Site internet et applications
L’entreprise a créé une librairie numérique accessible en ligne dans une douzaine de langues et une vingtaine de pays. Outre la vente de livrels (contraction de livre électronique) en ligne, txtr préinstalle son application dans les tablettes de ses partenaires. Celle-ci, disponible sous iOS, Windows 8 ou Android, permet aussi d’acheter des livrels puis de les gérer dans sa bibliothèque virtuelle stockée dans le nuage (cloud computing). Son catalogue comprenait un million de livrels et son application comptait un million d’utilisateurs en mars 2013.
txtr a aussi développé la librairie numérique – livrels uniquement – de Foyle's, en Grande-Bretagne et l’application 3M Cloud Library destinée aux bibliothèques américaines.

### Liseuse Beagle
Lors de la Foire du livre de Francfort, en octobre 2012, txtr a annoncé la commercialisation d’une liseuse ultralégère baptisée Beagle et vendue dix euros. Elle sera en fait mise en vente en Allemagne en avril 2013 au prix de soixante euros soit bien plus qu’annoncé. Txtr a abaissé son prix de vente durant l’été 2013 pour le porter à vingt euros.
Fonctionnant sur pile, la Beagle peut stocker jusqu’à cinq livres qu’il faut au préalable transférer via Bluetooth depuis un smartphone. La liseuse supporte les formats ePub et PDF.